# На путу према паклу
На путу према паклу (кореј. 지옥) јужнокорејска је фантастична стриминг-телевизијска серија коју је режирао Јон Шанг-хо, темељена на његовом истоименом вебтуну. Оригинална је серија Netflix-а о натприродним бићима која се појављују ниоткуда да осуде људе на пакао, док главне улоге глуме Ју Ах-ин, Ким Хјун-ју, Парк Јеонг-мин, Вон Јин-ах и Јанг Ик-јун.
Премијера пилота серије била је 9. септембра 2021. године на Филмском фестивалу у Торонту у програму ударног термина ТВ серија и прва је корејска драма која се појавила на фестивалу. Објављена је 19. септембра 2021. године на Netflix-у и следећег дана је постала најгледанија серија Netflix-а на свету, надмашивши серију Игра лигње.

## Радња
Неземаљска створења изричу крваве осуде, чиме појединце шаљу у пакао и подстичу ширење религијске групе темељене на идеји божанске правде.

## Улоге

### Главне
- Ју Ах-ин као Јеонг Јин-су, вођа култа, поглавар настајуће религије „Нова Истина”[7]
  - Парк Санг-хун као млади Јеонг Јин-су[8]
- Ким Хјун-ју као Мин Хај-јин, адвокатица[9]
- Парк Јеонг-мин као Бе Јунг-је, продукцијски директор радиодифузне станице[10]
- Вон Јин-ах као Сонг Со-хјун, супруга Беа Јунг-јеа[11]
- Јанг Ик-јун као Јин Кјеон-хјун, детектив

### Споредне
- Ким До-јун као Ли Донг-вук, стример и члан Стрелица
- Ким Шин-рок као Парк Јеонг-ја
- Рју Кјунг-су као Ју Ји, ђакон култа
- Ли Ре као Лин Хи-јеонг, ћерка Јина Кјонг-хуна
- Им Хјеонг-гурк као Гонг Хјеонг-јин, професор социологије[12]